# На, Эдди
Эдвард (Эдди) Кюн-Рим На (англ. Edward (Eddie) Kyung-Rim Na; род. 12 февраля 1996, Гуам) — гуамский футболист, нападающий американского индорфутбольного «Такома Старз».

## Биография
Эдди На родился 12 февраля 1996 года на Гуаме.
В 11-летнем возрасте перебрался в американский город Вашингтон.
В 2014—2017 годах играл в футбол за «Пасифик Лутеран Лутс», представляющий Тихоокеанский лютеранский университет. Провёл 74 матча, забил 50 мячей.
В декабре 2017 года перешёл в клуб «Такома Старз», выступающий в индорфутболе. До 2019 года играл за резервную команду, после чего — за основную команду в MASL.
В марте 2016 года был впервые приглашён в сборную Гуама по футболу. Дебютировал в её составе 19 марта 2016 года в Тайбэе в товарищеском матче против сборной Тайваня (2:3): он вышел в стартовом составе и был заменён на 79-й минуте.
В 2016—2019 годах провёл за сборную Гуама 8 матчей, мячей не забивал.